# Long Arm
De Long Arm is een 2,3 km lange zeearm in de Canadese provincie Newfoundland en Labrador. De baai ligt in het uiterste noorden van het eiland Newfoundland, aan de oostkust van het Great Northern Peninsula.

## Geografie
De Long Arm ligt in het verlengde van de Northwest Arm, een nauwe en ruim 5 km lange zeearm. De Northwest Arm is op zijn beurt zelf een zijarm van de Chimney Bay, een grote zeearm die 16,5 km in noordelijke richting het binnenland van Newfoundland insnijdt. 
Long Arm is bijna over zijn hele lengte tussen de 250 en 350 meter breed; enkel het meest noordelijke uiteinde is ruim 500 meter breed. In het zuiden versmalt de zeearm tot een breedte van amper 70 meter, waarna hij terug verbreedt. Het gedeelte ten zuiden van die versmalling staat bekend als de Northwest Arm.
Om vanaf het noordelijkste punt van Long Arm naar de open wateren van de Atlantische Oceaan (nabij Englee) te varen moet een afstand van meer dan 30 km overbrugd worden.